# Johannes de Buchwald
Johannes de Buchwald, född 7 april 1658 i Meldorf, Dithmarschen, död 24 oktober 1738 i Köpenhamn, var en dansk kirurg. Han var far till Balthazar Johannes de Buchwald.
Buchwald började tidigt utbilda sig i kirurgi och blev 1680 bardskärarsven. Han begav sig därefter på den sedvanliga fyraåriga studieresan och studerade kirurgi med stort intresse. År 1683 kom han tillbaka, blev skeppskirurg, men reste snart åter till utlandet, där han nu även studerade medicin. År 1689 blev han kirurg vid militärsjukhuset (Kvæsthuset) i Köpenhamn. Han vann sig snart ett namn som ansedd kirurg och blev 1692 livkirurg hos kronprinsen och fick som sådan åter möjlighet till att resa. År 1697 reste han till Leiden, där han blev licentiat. Han kom nu åter hem och studerade i tre år vid Köpenhamns universitet, innan han 1700 tog doktorsgraden. Han blev därpå övermedikus på Kvæsthuset, 1707 kunglig livläkare, 1711 förste fältmedikus, 1717 justitsråd och samma år professor vid universitetet.
Att han som kirurg blev professor vid universitetet fick stor betydelse genom att undervisning därigenom kom att bedrivas där i detta ämne inte bara på det mycket ytliga sätt som medicinarna annars gjorde detta, utan så att de studerande verkligen kom till att stifta bekantskap med kirurgin. Därtill kom, att Buchwald intresserade sig mycket för obstetrik och började föreläsa i detta ämne, vilket senare fortsattes av hans son, som efterträdde honom som professor och därigenom lade grunden till det intresse för denna vetenskap, vilket ledde till att Danmark under senare hälften av 1700-talet fick några av dåtidens främsta obstetriker, Christian Johan Berger och Matthias Saxtorph. Redan 1713 hade han medverkat till inrättandet av Jordemoderkommissionen. Han hade även stort intresse för botanik, men vad han presterade på detta område, ett stort verk med torkade växter, är skarpt kritiserat och visar att hans kunskaper på detta område var bristfälliga.